# سفانة
سفانة (الاسم العلمي Pastinachus)، جنس حيوان بحري من السنفقيات الاشلاق وفصيلة الطرفونيات. اعطانه تمتد من الخليج العربي إلى الصين. جسمه بما فيه الذنب يطول نحو 180 سم. لونه العلوي إلى السمرة الحنطية المواج. لونه السفلي إلى الغبرة التبنية. مخنسه ذييلي نحو 15 سم.

## الأنواع
- Pastinachus ater (W. J. Macleay, 1883) (Broad cowtail stingray)
- Pastinachus gracilicaudus Last & Manjaji-Matsumoto, 2010 (Narrow cowtail stingray)
- سفن (حيوان) (بيتر فورسكول, 1775) (Cowtail stingray)
- Pastinachus solocirostris Last, Manjaji & Yearsley, 2005 (Roughnose cowtail stingray)
- Pastinachus stellurostris Last, Fahmi & Naylor, 2010 (Starrynose cowtail stingray)